# Abrasive Wheels
Abrasive Wheels — британская панк-группа, образовавшаяся летом 1976 года в Лидсе, Шеффилд, Англия, и игравшая в стиле, который позже сами её участники характеризовали формулой: Sex Pistols + Motorhead + Ramones. Дэйв Томпсон (Allmusic) считал, что группа продолжает традиции The Clash и The Jam.

## История группы
В первый состав Abrasive Wheels вошли Шонна (англ. Shonna — наст. имя — Фил Ржонка, англ. Phil Rzonca — вокал), Дэйв Райан — гитара, Дэйв Хокридж — бас-гитара и Марк Холмс — ударные. Группа выпустила дебютный Army Song EP летом 1980 года на собственном лейбле Abrasive Records и быстро распродала 3-тысячный тираж, во многом благодаря серии концертов в связке с Slaughter & The Dogs. «Совсем неплохо для группы, не имевшей к тому времени постоянного ударника и практически неизвестной за пределами своего города в Йоркшире!» — писал еженедельник Sounds.
Заключив контракт с бристольским лейблом Riot City Records, группа (с новыми — басистом Харри Харрисоном и ударником Невом Невисоном) выпустила Vicious Circle EP, который — после коротких туров в компании с G.B.H., Vice Squad и The Partisans, вошёл в NME Indie Top 20. Интерес к новой группе был таков, что лейбл перевыпустил сингл на красном виниле и предложил продюсеру Майку Стоуну (работавшему с Discharge, G.B.H. и The Lurkers) заняться дебютным альбомом.
When the Punks Go Marching In, куда вошёл и материал EP, и следующий сингл «Burn ‘Em Down», стал инди-хитом. «Burn ‘Em Down» вышел на первое место в хит-параде Punk Charts еженедельника New Musical Express и впоследствии был включен в третий выпуск компиляции Punk & Disorderly.
В начале 1983 года Abrasive Wheels перешли на лейбл Майкла Стоуна Clay Records и выпустили синглом кавер «Jailhouse Rock», за которым последовал «Banner of Hope»/«Law of the Jungle». «Сильная музыка не обязательно должна быть скоростной, но она должна быть наполнена чувством, — говорил Харрисон. — Мы хотим мощь панк-рока наполнить чувственностью».
В марте 1984 года вышел второй альбом Black Leather Girl (с синглом «The Prisoner»), в котором появились мотивы, созвучные New York Dolls и The Cramps. Старая панк-аудитория отвернулась от группы (которая, как многим тогда показалось, «продалась»), новой не появилось — и в 1986 году Abrasive Wheels объявили о распаде.
В 2003 году фронтмен Шонна реформировал Abrasive Wheels. Новый альбом SKuM вышел в 2009 году и получил 5/5 от журнала UK Punk & Oi.

## Дискография

### Альбомы
- When the Punks Go Marching In (1982)
- Black Leather Girl (1984)
- SKuM (2009)

### Синглы
- Army Song EP (1980)
- Vicious Circle EP (1981)
- Burn 'em Down/Urban Rebel (1982)
- Banner of Hope/Law of the Jungle (1983)
- Jailhouse Rock/Sonic Omen (1983)
- The Prisoner/Christianne/Black Leather Girl 12 EP (1984)
- Nothing to Prove EP (SOS Records) (2005—2007)
- Maybe Tomorrow (2007)

### Сборники
- When the Punks go Marching in (Captain Oi!)
- Black Leather Girl (Captain Oi!)
- The Singles Collection (Captain Oi!)
- The Riot City Years (1981—1982) (Anagram Records — 2003)
- When the Punks go Marching in (Captain Oi! — 2006)